# CB・ダラウェイ
CB・ダラウェイ（CB Dollaway、1983年8月10日 - ）は、アメリカ合衆国の男性総合格闘家。ミシガン州バトルクリーク出身。パワーMMAチーム所属。

## 来歴
5歳からレスリングを始め、高校時代にはオハイオ州王者に輝いた。アリゾナ州立大学時代はNCAAディビジョン1でレスリングに励み、オールアメリカンに選出されるなど多くのタイトルを獲得。バッド・ボーイ・ボクシングでも優勝した。
大学で社会学と司法学の学士を取得して卒業。大学時代はFBIやCIAに勤務する事も考えていたが、過去にバーやストリートで喧嘩をしていた事が不利になると考えたため、IT企業に勤めながら総合格闘技の練習を始める。
2006年11月10日、プロ総合格闘技デビュー。

### The Ultimate Fighter
2008年、リアリティ番組「The Ultimate Fighter」のシーズン7に参加。初回のエリミネイションバウトに勝利し、クイントン・"ランペイジ"・ジャクソン率いるチーム・ランペイジに所属。トーナメントではチーム・ランペイジの中で唯一準決勝に残るも、チーム・フォレストのアミール・サダローに敗れシーズンから脱落した。しかし、後に決勝進出を決めていたジェシー・テイラーが不祥事を起こし失格となり、特例となる敗者復活戦でティム・クレデューを判定で破り、決勝進出を果たした。トーナメント決勝となる6月21日のフィナーレではアミール・サダローと再戦。下からの腕ひしぎ十字固めによりタップアウトし、プロ公式戦初敗北を喫した。

### UFC
2008年7月19日、UFC Fight Night: Silva vs. IrvinでTUFシーズン7を失格になったジェシー・テイラーと対戦し、ペルヴィアン・ネクタイ（脚で頭を抑えた状態からの変形フロントチョーク）で一本勝ちを収めサブミッション・オブ・ザ・ナイトを受賞した。
2009年7月11日、UFC 100でトム・ローラーと対戦し、ギロチンチョークで一本負けを喫した。
2010年9月25日、UFC 119でジョー・ドークセンと対戦し、ギロチンチョークで一本勝ち。サブミッション・オブ・ザ・ナイトを受賞した。
2012年5月26日、UFC 146でジェイソン・"メイヘム"・ミラーと対戦し、3-0の判定勝ちを収めた。
2013年1月19日、UFC on FX 7でダニエル・サラフィアンと対戦し、2-1の判定勝ち。ファイト・オブ・ザ・ナイトを受賞した。
2013年10月19日、UFC 166でミドル級ランキング9位のティム・ボッシュと対戦し、1-2の判定負け。
2014年5月31日、UFC Fight Night: Munoz vs. Mousasiでミドル級ランキング9位のフランシス・カーモンと対戦し、3-0の判定勝ち。パフォーマンス・オブ・ザ・ナイトを受賞した。
2014年12月20日、UFC Fight Night: Machida vs. Dollawayでミドル級ランキング4位のリョート・マチダと対戦し、TKO負け。
2015年4月25日、UFC 186でミドル級ランキング10位のマイケル・ビスピンと対戦し、0-3の判定負け。
2019年8月26日、ダラウェイのドーピング失格についての調査と裁定を終えた米国アンチドーピング機関（USADA）が2018年12月19日と2019年2月9日に実施した競技外抜き打ち検査で、ダラウェイからアナストロゾール及び、成長ホルモン放出ペプチド2（GHRP-2またはプラルモレリン）、GHRP-2代謝物、GHRP-6、クロミフェンの陽性反応が出たため、また2018年12月13日の規定量を超える点滴使用のため、2018年12月13日から2年間の出場停止処分を下した。

## 戦績
| 総合格闘技 戦績 | 総合格闘技 戦績 | 総合格闘技 戦績 | 総合格闘技 戦績 | 総合格闘技 戦績 | 総合格闘技 戦績 | 総合格闘技 戦績 |
| --------------- | --------------- | --------------- | --------------- | --------------- | --------------- | --------------- |
| 27 試合         | (T)KO           | 一本            | 判定            | その他          | 引き分け        | 無効試合        |
| 17 勝           | 6               | 3               | 7               | 1               | 0               | 0               |
| 10 敗           | 6               | 2               | 2               | 0               | 0               | 0               |

| 勝敗 | 対戦相手                       | 試合結果                               | 大会名                                                                                   | 開催年月日     |
| ×    | イリー・プロハースカ           | 1R 1:55 TKO（右アッパー→左フック）     | RIZIN.20 【RIZINライトヘビー級タイトルマッチ】                                           | 2019年12月31日 |
| ×    | ハリド・ムルタザリエフ         | 2R 5:00 TKO（レフェリーストップ）      | UFC Fight Night: Hunt vs. Oliynyk                                                        | 2018年9月15日  |
| ○    | ヘクター・ロンバード           | 1R終了時 失格（ブザー後のパンチ）      | UFC 222: Cyborg vs. Kunitskaya                                                           | 2018年3月3日   |
| ○    | エド・ハーマン                 | 5分3R終了 判定3-0                      | The Ultimate Fighter 25 Finale                                                           | 2017年7月7日   |
| ×    | ネイサン・マーコート           | 2R 0:28 KO（右フック）                 | UFC on FOX 17: dos Anjos vs. Cowboy 2                                                    | 2015年12月19日 |
| ×    | マイケル・ビスピン             | 5分3R終了 判定0-3                      | UFC 186: Johnson vs. Horiguchi                                                           | 2015年4月25日  |
| ×    | リョート・マチダ               | 1R 1:02 TKO（左ミドルキック→パウンド） | UFC Fight Night: Machida vs. Dollaway                                                    | 2014年12月20日 |
| ○    | フランシス・カーモン           | 5分3R終了 判定3-0                      | UFC Fight Night: Munoz vs. Mousasi                                                       | 2014年5月31日  |
| ○    | セザール・フェレイラ           | 1R 0:39 KO（右フック→パウンド）        | UFC Fight Night: Shogun vs. Henderson 2                                                  | 2014年3月23日  |
| ×    | ティム・ボッシュ               | 5分3R終了 判定1-2                      | UFC 166: Velasquez vs. dos Santos 3                                                      | 2013年10月19日 |
| ○    | ダニエル・サラフィアン         | 5分3R終了 判定2-1                      | UFC on FX 7: Belfort vs. Bisping                                                         | 2013年1月19日  |
| ○    | ジェイソン・"メイヘム"・ミラー | 5分3R終了 判定3-0                      | UFC 146: dos Santos vs. Mir                                                              | 2012年5月26日  |
| ×    | ジャレッド・ハマン             | 2R 3:38 TKO（パウンド）                | UFC Live: Hardy vs. Lytle                                                                | 2011年8月14日  |
| ×    | マーク・ムニョス               | 1R 0:54 KO（左フック→パウンド）        | UFC Live: Sanchez vs. Kampmann                                                           | 2011年3月3日   |
| ○    | ジョー・ドークセン             | 1R 2:13 ギロチンチョーク               | UFC 119: Mir vs. Cro Cop                                                                 | 2010年9月25日  |
| ○    | ゴラン・レルジッチ             | 5分3R終了 判定3-0                      | UFC 110: Nogueira vs. Velasquez                                                          | 2010年2月20日  |
| ○    | ジェイ・シウバ                 | 5分3R終了 判定3-0                      | UFC Fight Night: Diaz vs. Guillard                                                       | 2009年9月16日  |
| ×    | トム・ローラー                 | 1R 0:55 ギロチンチョーク               | UFC 100                                                                                  | 2009年7月11日  |
| ○    | マイク・マッセンジオ           | 1R 3:01 TKO（マウントパンチ）          | UFC 92: The Ultimate 2008                                                                | 2008年12月27日 |
| ○    | ジェシー・テイラー             | 1R 3:58 ペルヴィアン・ネクタイ         | UFC Fight Night: Silva vs. Irvin                                                         | 2008年7月19日  |
| ×    | アミール・サダロー             | 1R 3:02 腕ひしぎ十字固め               | The Ultimate Fighter: Team Rampage vs. Team Forrest Finale 【ミドル級トーナメント 決勝】 | 2008年6月21日  |
| ○    | ビル・スモールウッド           | 1R チョークスリーパー                  | SE: Vale Tudo                                                                            | 2007年10月27日 |
| ○    | ハンス・マレロ                 | 1R 1:07 TKO（打撃）                    | HDNet Fights: Initiation Night                                                           | 2007年10月13日 |
| ○    | ジョー・バンチ                 | 2R 4:31 TKO（パンチ連打）              | IFO: Wiuff vs. Salmon                                                                    | 2007年9月1日   |
| ○    | ジョージ・ハートマン           | 3分3R終了 判定3-0                      | Rage in the Cage 94                                                                      | 2007年4月28日  |
| ○    | レヴィ・ラロンド               | 1R 2:40 TKO（パンチ連打）              | WFC: Desert Storm                                                                        | 2007年3月31日  |
| ○    | チャック・パブロ               | 1R 0:17 TKO（スラム）                  | Cage Fighting Federation                                                                 | 2006年11月10日 |

## 表彰
- レスリング NCAAディビジョン1 オールアメリカン（2006年）
- UFC ファイト・オブ・ザ・ナイト（1回）
- UFC サブミッション・オブ・ザ・ナイト（2回）
- UFC パフォーマンス・オブ・ザ・ナイト（1回）